# Must Be Love
"Must Be Love" to kolejny singiel piosenkarki Cassie z jej drugiego albumu Electro Love. To drugi singiel po "Official Girl", który został wydany w sierpniu 2008 roku.

## Tło
Utwór został wyprodukowany przez Mario Winans. Pierwotnie utwór miał należeć do Day26 z wytwórni Bad Boy. Został zarejestrowany przez Cassie w 2009 roku. Oficjalne zdjęcia promocyjne do tego utworu można było zobaczyć na oficjalnej stronie Cassie Myspace. Diddy opisuje jako utwór Bad Boy Classic
"Must Be Love" wszedł do Hot R&B/Hip Hop Singles Chart zajmując pozycję dziewięćdziesiąt cztery w 9 maja 2009 roku. Od 8 czerwca 2009 roku w miejskim Airplay Top zajął miejsce czterdzieste.

## Teledysk
Oficjalną premierę teledysku do piosenki "Must Be Love" zaplanowano na 16 czerwca 2009 w stacjach MTV i BET, według oficjalnego blogu Cassie. W teledysku Diddy znajduje się w salonie, gdzie za dzielącą jego ścianą pokazana jest Cassandra. Cassie śpiewa piosenkę opierając się o ścianę, która blokuje dwóch "kochanków" od siebie. W tym teledysku piosenkarka prezentuje swoją najnowszą, ogoloną na pół głowy fryzurę. 

## Notowania
| Notowanie (2009)                     | Pozycja |
| ------------------------------------ | ------- |
| U.S. Billboard Hot R&B/Hip-Hop Songs | 56      |